# Ophiogomphus susbehcha
Ophiogomphus susbehcha är en trollsländeart som beskrevs av Vogt och Smith 1993. Ophiogomphus susbehcha ingår i släktet Ophiogomphus och familjen flodtrollsländor. IUCN kategoriserar arten globalt som livskraftig. Inga underarter finns listade i Catalogue of Life.

## Bildgalleri

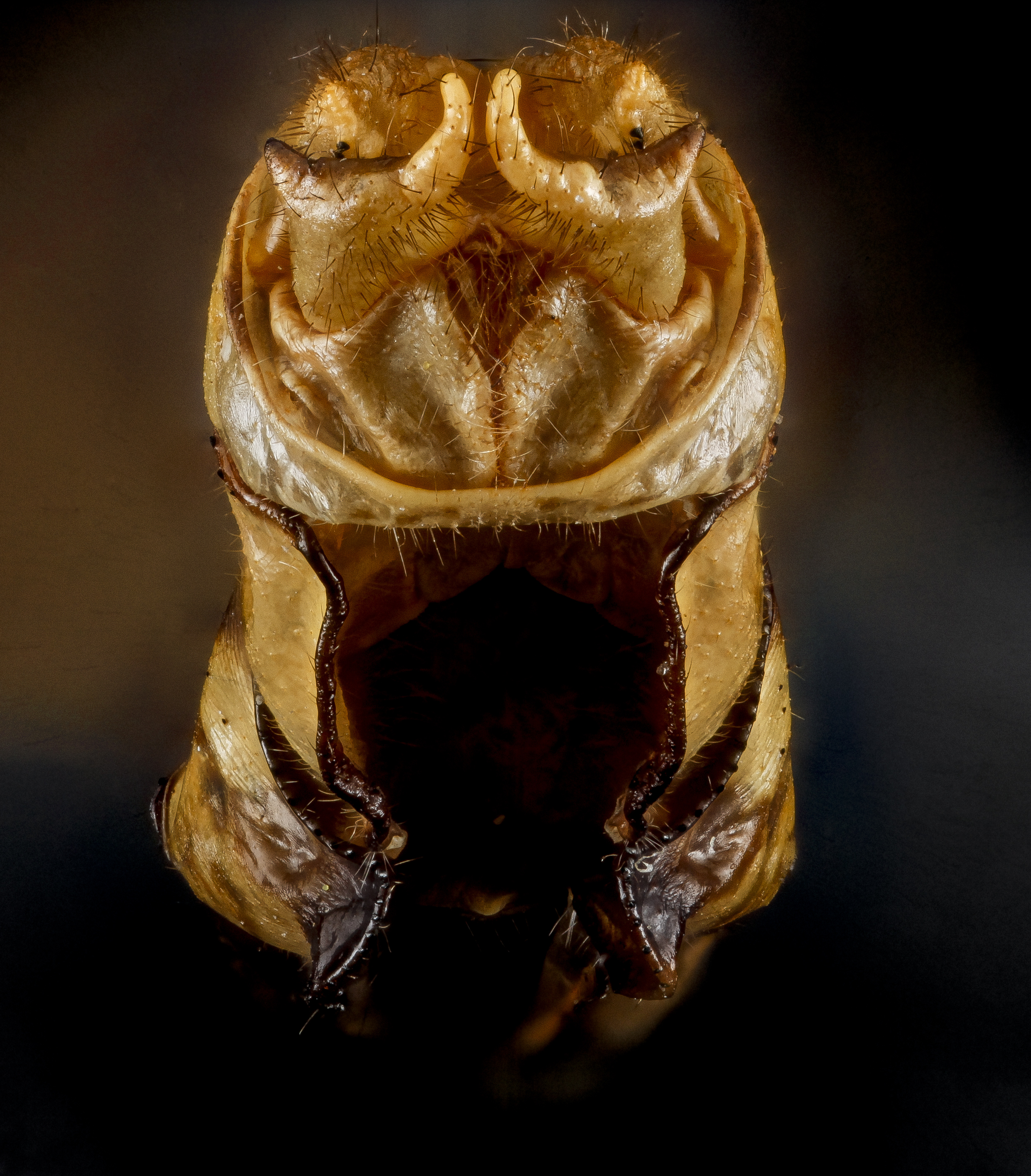
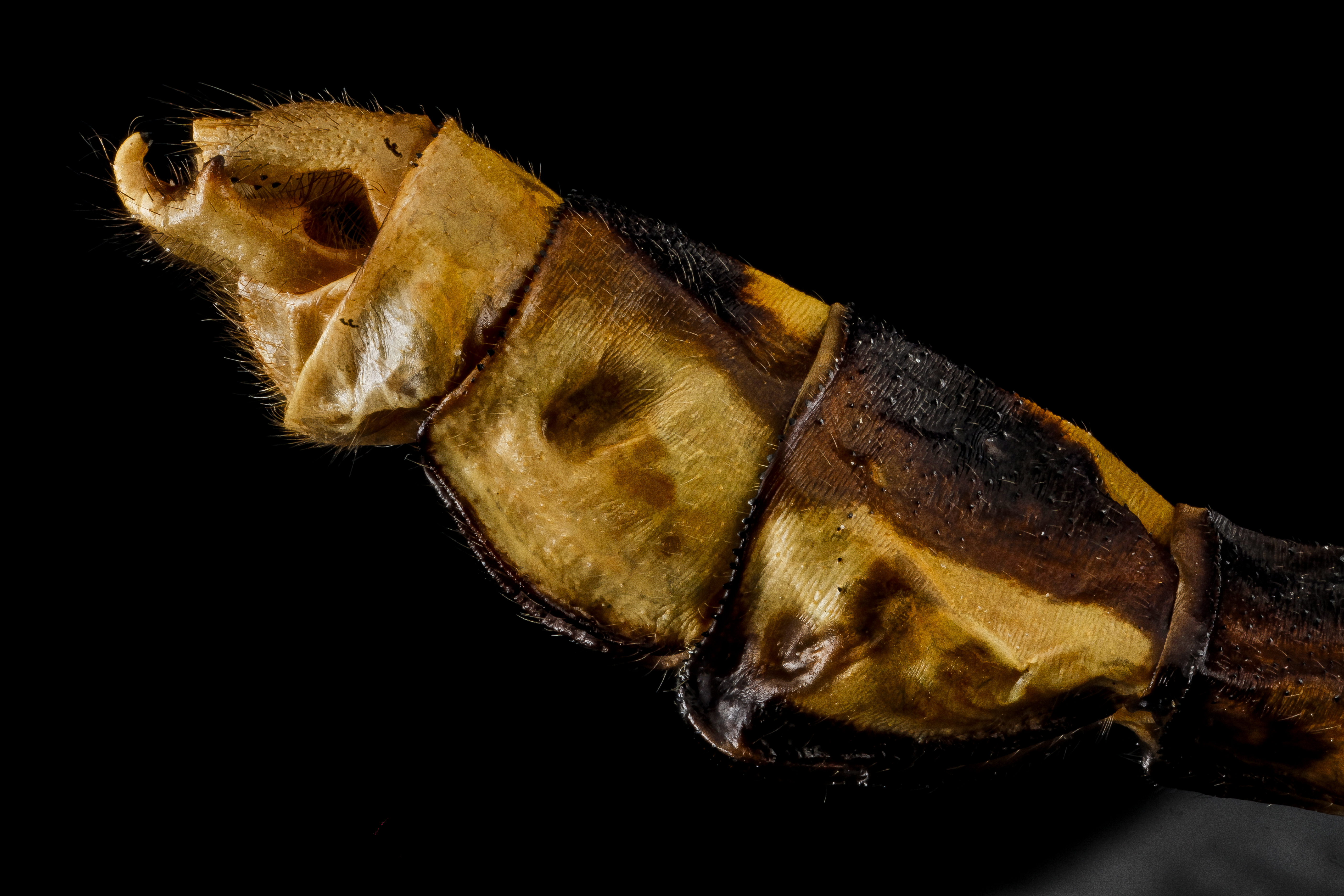
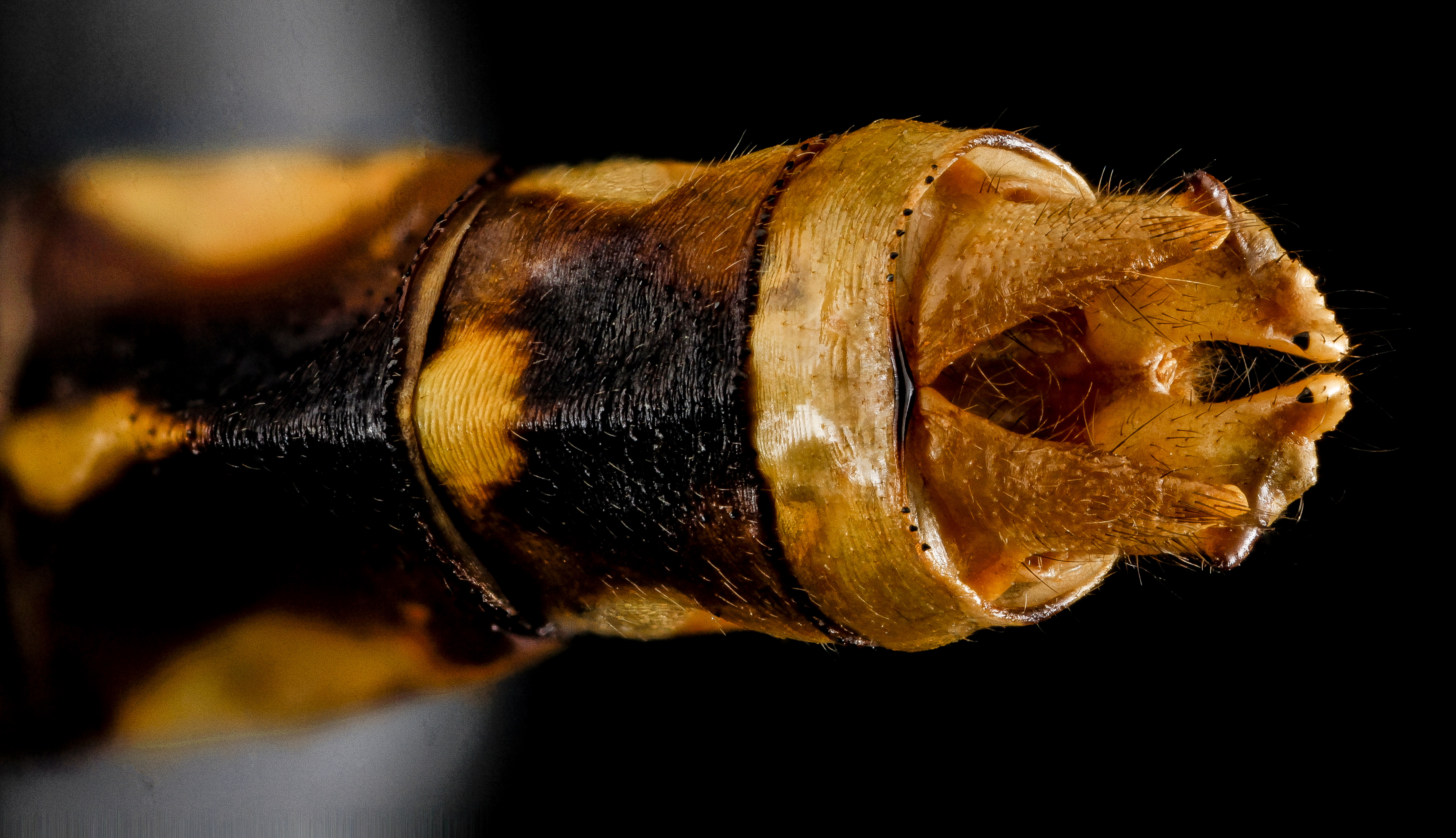
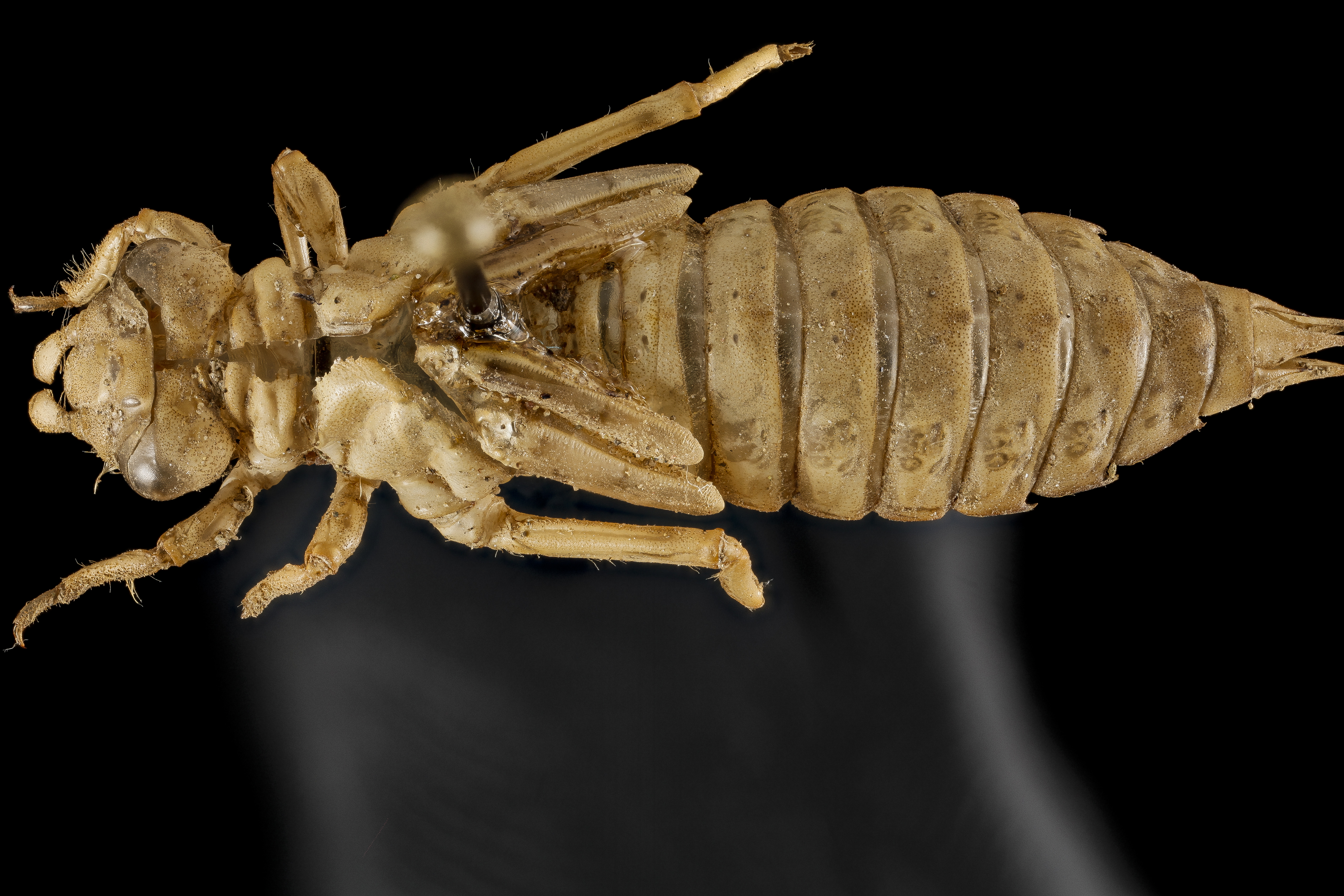